# Miniji
Le MiniJI (officiellement dénommé : MiniJI) est une réplique à l'échelle 1/7 des 12 Metre JI de la Coupe de l'America. C'est une classe de voilier de sport monoplace de type quillard léger. Il est dirigé par un palonnier ou un volant. D'une position confortable, il offre de vives sensations au barreur logé dans un siège-baquet. Le Miniji, peu cher (6 500 euros), a été adopté par la Fédération française handisport. Les régates regroupent à la fois des skippers valides et handicapés.
Il est adapté pour la formation au match-racing.

## Historique
Réplique à l'échelle 1/7 des 12 Metre JI dont la partie supérieure du pont a été enlevée, le MiniJI a été créé par Alain Gallois. Pour un poids moyen de 160 kg, il a 100 kg de plomb dans la quille, ce qui lui permet une bonne remontée au vent, il ne peut chavirer et par des réserves de flottabilité, il est insubmersible. 
La fabrication en série de ce quillard a commencé en 1985.

## Caractéristiques générales
De 3,65 m de longueur, il est large de 0,86 m. Son tirant d'eau est de 0,65 m. Le MiniJi possède un mât, à barre de flèche neutre. Ce mât doit peser au minimum 6,5 kg et il mesure entre 4,76 m et  4,78 m. Il  a une voilure maximum de 6,1 m2. Sa coque pèse entre 46 kg et 52 kg. La coque du MinJi est équipé d'un lest de 8 gueuses, pesant chacune entre 12 kg et 14 kg.
À l'origine, le MiniJi fut dessiné avec un spinnaker symétrique. Dans les années 1995-2000, ce spinnaker symétrique fut remplacé par un spinnaker asymétrique avec un bout-dehors. Dans les années 2010, l'Association des propriétaires de MiniJi, décida d'interdire tout spinnaker (symétrique ou asymétrique) en course.
Il est possible d'équiper le foc normal, d'un tangon. Ce tangon de foc permet d'établir au maximum la voile d'avant aux allures portantes (et surtout au vent arrière).
Selon le handicap du skipper, il est possible d'équiper le foc normal d'une bôme afin qu'il soit auto-vireur.
Toujours selon le handicap du skipper et surtout selon les conditions météorologiques lors de la navigation, il est possible de remplacer, en régate, le foc normal par un foc réduit.
Les règles de classe MiniJi imposent que tout Miniji soit équipé d'une grand-voile, sur laquelle toute prise du premier ris puisse être facilement réalisée depuis le cockpit en navigation si nécessaire.
Selon les capacités de certains navigateurs, sa vitesse peut aller jusqu'à 6 nœuds.
Le Miniji est un voilier monotype très semblable au 2.4mR, dont une version est le monotype des Jeux paralympiques.

## Construction, fabrication
Le chantier naval ACB (Atelier  Composite de la Baie, de Saint Pol de Léon), fabrique, depuis le début des années 2000, le MiniJI.

## Compétitions
Les règles de jauge de course sont définies par l'Association des propriétaires de MiniJI.
Les ligues de voile,
- (05)   Bretagne,
- (07)   Pays-de-La-Loire,
- (20)   Île-de-France,
- (112) Sud (région Auvergne-Rhône-Alpes),
- (124) Occitanie,
- (333) AuRA (région Auvergne-Rhône-Alpes),
- (892) Nouvelle-Aquitaine,

organisent régulièrement, des régates régionales et interligues pour les MiniJI.

### Type de régate
Le support MiniJI est reconnu par la FFV.
Il est à noter que le classement en catégorie inter-série dériveur (IND) est largement possible pour la pratique du MiniJI en régate. Il est aussi possible de classer les MiniJI en inter-série quillard de sport (INQ).
De ce fait, l'insertion de ce quillard de sport, support handi-voile, reconnu depuis de nombreuses années par la FFV. et la FFH, permet à ce bateau d'être facilement intégré dans tout club de voile (reconnu par la FFV) qui souhaiterait s'équiper de support handisport pour la voile.
Il est aussi possible de déclarer les régates en MiniJI en catégorie MiniJI (MIJI)

### Palmarès (partiel) des compétitions nationales
- De 1988 à 2001, fut organisé le National MiniJI ou la Coupe nationale MiniJI.
- À partir de 1992, un classement handisport fut couru, en parallèle du National MiniJI ou de la Coupe nationale Miniji. Ce classement handisport évoluera en 2002.
- Depuis 2002, un Championnat de France Handivalide Miniji  est organisé en parallèle avec le National MiniJI ou la Coupe nationale.
- Depuis 2012, le Championnat de France Handivalide Miniji est remplacé par un Championnat de France handivalide (classement des coureurs handicapés) solitaire et un Championnat de France paravoile (classement de tous les coureurs)

| Date | Club organisateur : lieu                                                                                           | Nom de la compétition                                                                                              | Nombre d'inscrits                                                                                                  | Premier(ère) / club                                                                                                | Deuxième / club | Troisième / club                                                                                                   | Classement officiel                                                                                                |
| --- | --- | --- | --- | --- | --- | --- | --- |
| Coupe de France (Open) MiniJI / Coupe nationale de MiniJI / National MiniJI                             | | | | | | | |
| 1 et 2 octobre 1988                                                                                     | Centre nautique et de loisir du lac de Maine (Angers)                                                              | Coupe de France MiniJi                                                                                             | 21 | Yannick Souron / SNO                                                                                               | Yves Steff / SNO                                                                                                   | Philippe Bourdiol / SRGM                                                                                           | - |
| 1989 | ?????????????????????????????????????????????????????????????????????????????????????????????????????????????????? | ?????????????????????????????????????????????????????????????????????????????????????????????????????????????????? | ?????????????????????????????????????????????????????????????????????????????????????????????????????????????????? | ?????????????????????????????????????????????????????????????????????????????????????????????????????????????????? | ?????????????????????????????????????????????????????????????????????????????????????????????????????????????????? | ?????????????????????????????????????????????????????????????????????????????????????????????????????????????????? | ?????????????????????????????????????????????????????????????????????????????????????????????????????????????????? |
| 1990 | ?????????????????????????????????????????????????????????????????????????????????????????????????????????????????? | ?????????????????????????????????????????????????????????????????????????????????????????????????????????????????? | ?????????????????????????????????????????????????????????????????????????????????????????????????????????????????? | ?????????????????????????????????????????????????????????????????????????????????????????????????????????????????? | ?????????????????????????????????????????????????????????????????????????????????????????????????????????????????? | ?????????????????????????????????????????????????????????????????????????????????????????????????????????????????? | ?????????????????????????????????????????????????????????????????????????????????????????????????????????????????? |
| 1991 | ?????????????????????????????????????????????????????????????????????????????????????????????????????????????????? | ?????????????????????????????????????????????????????????????????????????????????????????????????????????????????? | ?????????????????????????????????????????????????????????????????????????????????????????????????????????????????? | ?????????????????????????????????????????????????????????????????????????????????????????????????????????????????? | ?????????????????????????????????????????????????????????????????????????????????????????????????????????????????? | ?????????????????????????????????????????????????????????????????????????????????????????????????????????????????? | ?????????????????????????????????????????????????????????????????????????????????????????????????????????????????? |
| 1992 | ??? : rade de Marseille                                                                                            | Coupe de France Open de MiniJi 92                                                                                  | 10 | Philippe Balle / Nancy                                                                                             | Philippe Bourdiol / MontPellier                                                                                    | Jean Philippot / Nancy                                                                                             | - |
| 18 au 19 septembre 1993                                                                                 | Y. C. S. C. (????) : ??????                                                                                        | Coupe de France Mini Ji                                                                                            | 25 | Philippe Bourdiol / ???                                                                                            | Rémy Landier / ???                                                                                                 | Yanick Le Guern / ???                                                                                              | - |
| 1994 | Saint Chamas (????) : étang de Berre                                                                               | ??????? | 45 | Philippe Bourdiol                                                                                                  | ??? / ??? | ??? / ??? | - |
| 1995 | C. N. Saint Pol de Léon : plan d'eau de la Groux                                                                   | Coupe de France Open Mini Ji                                                                                       | 50 | Philippe Bourdiol / Cap Kouros Montpellier                                                                         | Alain Bourdiol / Cap Kouros Montpellier                                                                            | Philippe Balle / C. K. M.                                                                                          | - |
| 1996 | C. V. Pierre Percée : lac de Pierre-Percée                                                                         | Coupe nationale de MiniJi 1996                                                                                     | ??? | Philippe Bourdiol / Cap Kouros Montpellier                                                                         | Armel Le Cléac'h / C. N. Saint-Pol-de-Léon                                                                         | Balle Philippe / Cap Kouros Montpellier                                                                            | - |
| 1 au 3 août 1997                                                                                        | C.N. Balaruc les bains : étang de Thau                                                                             | National MiniJi | 20 | Philippe Bourdiol / ???                                                                                            | Alain Bourdiol / ???                                                                                               | Olivier Aletto / ???                                                                                               | https://www.ffvoile.fr/ffv/sportif/CalendrierFiche.asp?id=1483 ;                                                   |
| 28 au 30 août 1998                                                                                      | C. N. Arree (Sizun-Comana) : lac du Drennec                                                                        | Coupe Nationale MiniJi                                                                                             | 32 | Damien Cozic / C.N. Arrée                                                                                          | Christophe Taraud / Y.C. Rouen 76                                                                                  | Régis Plantevin / Handisport Aixois                                                                                | https://www.ffvoile.fr/ffv/sportif/CalendrierFiche.asp?id=4282 ; Flash Info #17                                    |
| 1999 | C. V. S. M. (Soustons) : étang de Soustons                                                                         | Coupe Nationale MiniJi                                                                                             | 33 | Pierre Travers / S.N. Soustons                                                                                     | Régis Plantevin / Handisport Aixois                                                                                | Nicolas Bargeles / S.N. Soustons                                                                                   | https://www.ffvoile.fr/ffv/sportif/CalendrierFiche.asp?id=6869 ; Flash Info #23                                    |
| 25 au 27 août 2000                                                                                      | Y. C. Rouen 76 : Arques-la-Bataille                                                                                | Coupe Nationale MiniJi                                                                                             | 21 | Pierre Travert / S.N. Soustonaise                                                                                  | Christophe Taraud / YC Rouen 76                                                                                    | Jean Philippot / C. V. Pierre-Percée                                                                               | https://www.ffvoile.fr/ffv/sportif/CalendrierFiche.asp?id=7873 ; Flash Info #xx (antérieur au #40)                 |
| 31 août 2001 au 2 septembre 2001                                                                        | C. V. T. G. (Saint Nicolas de la Grave)                                                                            | National MiniJi | 37 | Marc Bouët / Loire Océan Voile Compétition La Baule                                                                | Philippe Balle / Cap Kouros Montpellier                                                                            | Damien Seguin / Cap Kouros Montpellier                                                                             | https://www.ffvoile.fr/ffv/sportif/CalendrierFiche.asp?id=11008 ; FlashInfo #35                                    |
| Championnat de France handivoile - National Open MiniJI                                                 | | | | | | | |
| 29 au 31 août 2002                                                                                      | C. V. S. M. (Soustons) : étang de Soustons                                                                         | National MiniJi FFV                                                                                                | 37 | Benoit Galinou / CV Arcachon                                                                                       | Christophe Taraud/ YC Rouen 76                                                                                     | Arnaud Soula / ASPTT Toulouse                                                                                      | https://www.ffvoile.fr/ffv/sportif/CalendrierFiche.asp?id=14170                                                    |
| 27 au 30 août 2003                                                                                      | S.R. Douarnenez : baie de Douarnenez                                                                               | 2e Championnat de France handivoile- National Open Mini Ji 2003                                                    | 34 | Jérôme Cressey / SR Vannes                                                                                         | Stéphane Marciak / SR Vannes                                                                                       | Tanguy Ravach / Douarnenez Voile                                                                                   | - |
| 19 au 21 août 2004                                                                                      | C. V. S. M. (Soustons) : étang de Soustons                                                                         | National Mini Ji 2004                                                                                              | 47 | Guy Lassalle / CV Soustons Marensin                                                                                | Alexandre Roudevitch / PN Saumur                                                                                   | Olivier Roudevitch / PN Saumur                                                                                     | http://www.ffvoile.fr/ffv/sportif/ClmtCompetDet.asp?clid=28328                                                     |
| 25 au 27 août 2005                                                                                      | Yacht Club de Vichy : rivière Allier                                                                               | Championnat de France handisport - National Miniji                                                                 | 44 | Stéphane Dry / CN Val de Sarthe                                                                                    | Guy Lassalle / CV Soustons Marensin                                                                                | Éric Drye /CN Val de Sarthe                                                                                        | FlashInfo #58 |
| 24 au 26 août 2006                                                                                      | B. N. M. Luçon : Plan d'eau des Guifettes                                                                          | National Mini Ji - Luçon 2006                                                                                      | 70 | Nicolas Lunven / SR Vannes                                                                                         | Guy Lassalle / CV Soustons Marensin                                                                                | Stéphane Dry / CN Val de Sarthe                                                                                    | - |
| 23 au 25 août 2007                                                                                      | C. N. Saint-Étienne : rivière Loire                                                                                | National Mini Ji                                                                                                   | 58 | Guy Lassalle / CV Soustons Marensin                                                                                | Stéphane Dry / CN Val de Sarthe                                                                                    | Damien Seguin / SNO Nantes                                                                                         | https://www.ffvoile.fr/ffv/sportif/ClmtCompetDet.asp?clid=40432                                                    |
| 28 au 30 août 2008                                                                                      | C. V. Bordeaux Carcans Maubuisson : étang de Carcans                                                               | Championnat de France handi - National MiniJi                                                                      | 74 | Olivier Roudevitch / PN Saumur                                                                                     | Éric Drye / CN Val de Sarthe                                                                                       | Hervé Tourneux / SR Vannes                                                                                         | http://www.ffvoile.fr/ffv/sportif/ClmtCompetDet.asp?clid=45098                                                     |
| 23 au 28 août 2009                                                                                      | C. V. Martigues : étang de Berre                                                                                   | Championnat de France handivoile - National Mini Ji                                                                | 62 | Gérard Eychenne / Voile handi valide                                                                               | Guy Lassalle / Voile handi valide                                                                                  | Hervé Tourneux / SR Vannes                                                                                         | http://www.ffvoile.fr/ffv/sportif/ClmtCompetDet.asp?clid=51911                                                     |
| 23 au 28 août 2010                                                                                      | C. N. Manuréva Balaruc : étang de Thau                                                                             | Coupe nationale Mini J                                                                                             | 59 | Éric Drye / CN Val de Sarthe                                                                                       | Guy Lassalle / Voile handi valide                                                                                  | Laurent Gourves / Handi voile Brest                                                                                | http://www.ffvoile.fr/ffv/sportif/ClmtCompetDet.asp?clid=59887                                                     |
| 22 au 26 août 2011                                                                                      | S. N. L. F. (Thonon-les-bains) : lac léman                                                                         | Coupe nationale Mini Ji                                                                                            | 71 | Guy Lassalle / Voile handi valide                                                                                  | Gérard Eychenne / Voile handi valide                                                                               | Éric Drye / CN Val de Sarthe                                                                                       | http://www.ffvoile.fr/ffv/sportif/ClmtCompetDet.asp?clid=69848                                                     |
| Championnat de France handivalide MiniJI                                                                | | | | | | | |
| Date | Lieu | Nom de la compétition                                                                                              | Nombre d'inscrits                                                                                                  | Premier(ère) / club                                                                                                | Deuxième / club | Troisième / club                                                                                                   | |
| 27 au 31 août 2012                                                                                      | C. N. K. Port La Foret : baie de Concarneau                                                                        | Championnat de France handivalide MiniJI                                                                           | 76 | Éric Drye / CN Val de Sarthe                                                                                       | Guy Lassalle / Voile handi valide                                                                                  | Bertrand Castelnerac / Stade français                                                                              | http://www.ffvoile.fr/ffv/sportif/ClmtCompetDet.asp?clid=81807                                                     |
| Championnat de France promotion handivalide MiniJI                                                      | | | | | | | |
| 25 au 28 août 2013                                                                                      | C. V. Bordeaux Carcans Maubuisson : étang de Carcans                                                               | Championnat de France promotion handivalide MiniJI                                                                 | 59 | Éric Drye / CN Val de Sarthe                                                                                       | Gérard Eychenne / Voile handi valide                                                                               | Guy Lassalle / Voile handi valide                                                                                  | http://www.ffvoile.fr/ffv/sportif/ClmtCompetDet.asp?clid=92526                                                     |
| 27 au 29 août 2014                                                                                      | S. R. Antibes : baie d'Antibes                                                                                     | Championnat de France promotion handivalide MiniJI                                                                 | 60 | Sébastien André / Voiles au large                                                                                  | Éric Drye / CN Val de Sarthe                                                                                       | Guy Lassalle / Voile handi valide                                                                                  | http://ffvoile.fr/ffv/sportif/ClmtCompetDet.asp?clid=104342                                                        |
| Championnat de France handivalide (sur) MiniJI / Championnat de France handivalide solitaire sur MiniJI | | | | | | | |
| 29 juin au 3 juillet 2015                                                                               | E. V. Rochelaise : baie de La Rochelle                                                                             | Championnat de France handivalide MiniJI                                                                           | 73 | Éric Drye / CN Val de Sarthe                                                                                       | Fabrice Idier / SR Vannes                                                                                          | Gérard Eychenne / Voile handi valide                                                                               | http://ffvoile.fr/ffv/sportif/ClmtCompetDet.asp?clid=114311                                                        |
| 22 au 27 août 2016                                                                                      | Y. C. Mèze : étang de Thau                                                                                         | Championnat de France handivalide sur MiniJI                                                                       | 71 | Éric Drye / CN Val de Sarthe                                                                                       | Bernard Destrube / SNO Nantes                                                                                      | Philippe Oddou / CN Port-Miou                                                                                      | http://ffvoile.fr/ffv/sportif/ClmtCompetDet.asp?clid=125581                                                        |
| 9 au 14 juillet 2017                                                                                    | C. N. Roscoff : baie de Roscoff                                                                                    | Championnat de France Handivalide sur Miniji                                                                       | 66 | Hervé Tourneux / SR Vannes                                                                                         | Bernard Destrube / SNO Nantes                                                                                      | Philippe Oddou / CN Port-Miou                                                                                      | http://ffvoile.fr/ffv/sportif/ClmtCompetDet.asp?clid=134830                                                        |
| 26 au 31 août 2018                                                                                      | C. N. Saint-Raphaël : baie de Saint-Raphaël                                                                        | Championnat de France handivalide solitaire sur MiniJI                                                             | 64 | Bernard Destrube / SNO Nantes                                                                                      | Gérard Eychenne / Voile handi valide                                                                               | Hervé Tourneux / SR Vannes                                                                                         | http://ffvoile.fr/ffv/sportif/ClmtCompetDet.asp?clid=145406                                                        |
| Championnat de France handivalide solitaire et paravoile                                                | | | | | | | |
| 25 au 30 août 2019                                                                                      | C. V. Bordeaux Carcans Maubuisson                                                                                  | Championnat de France handivalide solitaire et paravoile                                                           | 55 | Fabrice Idier / SR Vannes                                                                                          | Hervé Tourneux / SR Vannes                                                                                         | Patrick Aucour / Cannes Jeunesse                                                                                   | https://www.ffvoile.fr/ffv/sportif/ClmtCompetDet.asp?clid=157957                                                   |
| 2020 : Annulation pour cause de crise sanitaire (Covid-19)                                              | | | | | | | |
| 4 au 9 juillet 2021                                                                                     | C. N. Roscoff : baie de Roscoff                                                                                    | Championnat de France Handivalide et Paravoile solitaire                                                           | 35 | Hervé Tourneux / SR Vannes                                                                                         | Brigitte Humbert / CV Saint-Quentin en Yvelines                                                                    | Bernard Boime / CV Saint-Quentin en Yvelines                                                                       | http://www.ffvoile.fr/ffv/sportif/ClmtCompetDet.asp?clid=167211                                                    |
| 29 août au 02 septembre 2022                                                                            | C. N. Saint-Raphaël : baie de Saint-Raphaël                                                                        | Championnats de France Handivalide Solitaire et Paravoile                                                          | 41 | Gérard Eychenne / C.N. Pyrénéen                                                                                    | Bernard Boime / CV Saint-Quentin en Yvelines                                                                       | Gauthier Hervé / S.R. Vannes                                                                                       | https://www.ffvoile.fr/ffv/sportif/ClmtCompetDet.asp?clid=179954                                                   |
| 27 au 31 août 2023                                                                                      | C. V. Cazaux Lac                                                                                                   | Championnats de France Paravoile Open                                                                              | 35 | Hervé Gauthier / S.R. Vannes                                                                                       | Bernard BOIME / CV Saint-Quentin en Yvelines                                                                       | Robert Humbert / CV Saint-Quentin en Yvelines                                                                      | http://www.ffvoile.fr/ffv/sportif/ClmtCompetDet.asp?clid=189978                                                    |
| 8 au 12 mai 2024                                                                                        | ASSOCIATION GRAND PRIX ECOLE NAVALE (site de Brest)                                                                | GPEN - Championnat de France Handivalide Solitaire                                                                 | 45 | Gérard Eychenne / C.N. Pyrénéen                                                                                    | Daniel Cartereau / C.N. Val de Sarthe                                                                              | Hervé Tourneux / S.R. Vannes                                                                                       | http://www.ffvoile.fr/ffv/sportif/ClmtCompetDet.asp?clid=195901 et https://www.agpen.fr/resultats-2024/            |

Information : les années 1989,1990, 1991, 1994 et 1996 sont malheureusement incomplètes par manques d'informations fiables.

#### Bilan (partiel) par coureur
Le tableau suivant présente le bilan individuel des coureurs (homme et femme) ayant atteint le podium au moins une fois le podium, depuis 1988.
| Rang | Prénom Nom           | Premier(ère)                                              | Deuxième                                                  | Troisième                      | Nombre de places d'honneur obtenues                                                                            |
| ---- | -------------------- | --------------------------------------------------------- | --------------------------------------------------------- | ------------------------------ | --- |
| 1    | Éric Drye            | - - -2010 (1) - -2012 (2) -2013 (3) - -2015 (4) -2016 (5) | - - -2008 (1) - -2014 (2) -                               | 2005 (1) - -2011 (2) -         | 5 victoires (2010,2012,2013,2015,2016) 2 secondes places (2008,2014) 2 troisièmes places (2005, 2011)          |
| 2    | Philippe Bourdiol    | - - -1993 (1) -1994 (2) -1995 (3) -1996 (4) -1997 (5)     | - - -1992 (1) -                                           | -1988 (1) -                    | 5 victoires (1993,1994,1995,1996,1997) 1 seconde place (1992) 1 troisième place (1988)                         |
| 3    | Guy Lassalle         | 2004 (1) - -2007 (2) - 2011 (3) -                         | - -2005 (1) -2006 (2) - -2009 (3) -2010 (4) - -2012 (5) - | - - -2013 (1) -2014 (2)        | 3 victoires (2004,2007,2011) 5 secondes places (2005, 2006, 2009, 2010, 2012) 2 troisièmes places (2013, 2014) |
| 4    | Gérard Eychenne      | -2009 (1) - -2022 (2) - -2024 (3)                         | - -2011 (1) - -2013 (2) - -2018 (3) -                     | - - -2015 (1) -                | 3 victoires (2009, 2022, 2024) 3 secondes places (2011, 2013, 2018) 1 troisième place (2015)                   |
| 5    | Hervé Tourneux       | - - -2017 (1) - -2021 (2)                                 | - - -2019 (1) -                                           | -2008 (1) -2009 (2) - 2024 (3) | 2 victoires (2017, 2021) 1 seconde place (2019) 3 troisièmes places (2008, 2009, 2024)                         |
| 6    | Pierre Travert       | -1999 (1) -2000 (2)                                       | - -                                                       | - -                            | 2 victoires (1999, 2000)                                                                                       |
| 7    | Bernard Destrube     | - - -2018 (1)                                             | -2016 (1) -2017 (2) -                                     | - -                            | 1 victoire (2018) 2 secondes places (2016, 2017)                                                               |
| 8    | Stéphane Drye        | -2005 (1) -                                               | - -2007 (1) -                                             | - - -2006 (1)                  | 1 victoire (2005) 1 seconde place (2007) 1 troisième place (2006)                                              |
| 9    | Philippe Balle       | -1992 (1) -                                               | - - -2001 (1)                                             | - -                            | 1 victoire (1992) 1 seconde place (2001)                                                                       |
| 10   | Fabrice Idier        | - - -2019 (1)                                             | -2015 (1) -                                               | - -                            | 1 victoire (2019) 1 seconde place (2015)                                                                       |
| 11   | Gauthier Hervé       | - -2023(1)                                                | - -                                                       | -2022 (1) -                    | 1 victoire (2023) 1 troisième place (2022)                                                                     |
| 12   | Olivier Roudevitch   | - - -2008 (1)                                             | - -                                                       | -2004 (1) -                    | 1 victoire (2008) 1 troisième place (2004)                                                                     |
| 13   | Yannick Souron       | 1988 (1)                                                  | -                                                         | -                              | 1 victoire (1988)                                                                                              |
| 14   | Cozic Damien         | 1998 (1)                                                  | -                                                         | -                              | 1 victoire (1998)                                                                                              |
| 15   | Marc Bouët           | 2001 (1)                                                  | -                                                         | -                              | 1 victoire (2001)                                                                                              |
| 16   | Benoit Galinou       | 2002 (1)                                                  | -                                                         | -                              | 1 victoire (2002)                                                                                              |
| 17   | Jérôme Cressey       | 2003 (1)                                                  | -                                                         | -                              | 1 victoire (2003)                                                                                              |
| 18   | Nicolas Lunven       | 2006 (1)                                                  | -                                                         | -                              | 1 victoire (2006)                                                                                              |
| 19   | Sébastien André      | 2014 (1)                                                  | -                                                         | -                              | 1 victoire (2014)                                                                                              |
| 20   | Christophe Taraud    | - -                                                       | -1998 (1) - -2000 (2) - -2002 (3)                         | - -                            | 3 secondes places (1998, 2000, 2002)                                                                           |
| 21   | Alain Bourdiol       | - -                                                       | -1995 (1) - -1997 (2)                                     | - -1996 (1) -                  | 2 secondes places (1995, 1997) 1 troisième place (1996)                                                        |
| 22   | Regis Plantevin      | - -                                                       | - -1999 (1)                                               | -1998 (1) -                    | 1 seconde place (1999) 1 troisième place (1998)                                                                |
| 23   | Bernard Boime        | - -                                                       | - -21022 (1)                                              | -2021 (1) -                    | 1 seconde place (2022) 1 troisième place (2021)                                                                |
| 24   | Yves Steff           | -                                                         | -1988 (1)                                                 | -                              | 1 seconde place (1988)                                                                                         |
| 25   | Rémy Landier         | -                                                         | -1993 (1)                                                 | -                              | 1 seconde place (1993)                                                                                         |
| 26   | Armel Le Cléac'h     | -                                                         | -1996 (1)                                                 | -                              | 1 seconde place (1996)                                                                                         |
| 27   | Stéphane Marciak     | -                                                         | -2003 (1)                                                 | -                              | 1 seconde place (2003)                                                                                         |
| 28   | Alexandre Roudevitch | -                                                         | -2004 (1)                                                 | -                              | 1 seconde place (2004)                                                                                         |
| 29   | Brigitte Humbert     | -                                                         | -2021 (1)                                                 | -                              | 1 seconde place (2021)                                                                                         |
| 30   | Daniel Cartereau     | -                                                         | -2024(1)                                                  | -                              | 1 seconde place (2024)                                                                                         |
| 31   | Jean Philippot       | - -                                                       | - -                                                       | -1992 (1) -2000 (2)            | 2 troisièmes places (1992, 2000)                                                                               |
| 32   | Damien Seguin        | - -                                                       | - -                                                       | -2001 (1) -2007 (2)            | 2 troisièmes places (2001, 2007)                                                                               |
| 33   | Philippe Oddou       | - -                                                       | - -                                                       | -2016 (1) -2017 (2)            | 2 troisièmes places (2016, 2017)                                                                               |
| 34   | Yanick Le Guern      | -                                                         | -                                                         | -1993 (1)                      | 1 troisième place (1993)                                                                                       |
| 35   | Olivier Aletto       | -                                                         | -                                                         | -1997 (1)                      | 1 troisième place (1997)                                                                                       |
| 36   | Bargeles Nicolas     | -                                                         | -                                                         | -1999 (1)                      | 1 troisième place (1999)                                                                                       |
| 37   | Arnaud Soula         | -                                                         | -                                                         | -2002 (1)                      | 1 troisième place (2002)                                                                                       |
| 38   | Tanguy Ravach        | -                                                         | -                                                         | -2003 (1)                      | 1 troisième place (2003)                                                                                       |
| 39   | Laurent Gourves      | -                                                         | -                                                         | -2010 (1)                      | 1 troisième place (2010)                                                                                       |
| 40   | Bertrand Castelnerac | -                                                         | -                                                         | -2012 (1)                      | 1 troisième place (2012)                                                                                       |
| 41   | Patrick Aucour       | -                                                         | -                                                         | -2019 (1)                      | 1 troisième place (2019)                                                                                       |

#### Epreuve National pour les non-qualifiés, au National MiniJI
- Trophée de Pempoul, 1995 :

En 1995, lors de la Coupe de France Open MiniJI à Saint Pol de Léon, un épreuve supplémentaire fut aussi courue lors de cette épreuve nationale. Ce trophée permis au coureurs n'ayant pu réaliser tout au long de l'année leur épreuves régionales sélectives, de pouvoir courir en même temps que tous les autres coureurs lors de la Coupe de France Open MiniJI à Saint Pol de Léon.
- Trophée Open, 1996 :

En 1996, lors de la Coupe nationale de MiniJI  sur le lac de Pierre Percée, un épreuve supplémentaire fut aussi courue lors de cette épreuve nationale. Ce trophée permis au coureurs n'ayant pu réaliser tout au long de l'année leur épreuves régionales sélectives, de pouvoir courir en même temps que tous les autres coureurs lors de la Coupe nationale de MiniJI  sur le lac de Pierre Percée.
| Date | Club organisateur : Lieu                         | Nom de la compétition | Nombre d'inscrits | Premier(ère) / club                        | Deuxième / club                          | Troisième / club                     |
| ---- | ------------------------------------------------ | --------------------- | ----------------- | ------------------------------------------ | ---------------------------------------- | ------------------------------------ |
| 1995 | C. N. Saint Pol de Léon : Plan d'eau de la Groux | Trophée de Pempoul    | -                 | Armel Le Cléac'h / C. N. Saint-Pol-de-Léon | Yannick Le Guern / Handivoile Acquitaine | Ronan Gélébart / Saint Pol de Léon   |
| 1996 | C. V. Pierre Percée : Lac de Pierre Percée       | Trophée Open          | -                 | Philippot Jean / M.M.C.L. Nancy            | Bucher B. / Lorraine Voile Evasion       | Koeniger Michel / C.V. Pierre Percée |

## Répartition des lieux d'organisation de l'épreuve nationale
| Répartition des lieux d'organisation de l'épreuve nationale      |                                                                  |                                                                  |                                                 |                                                        |                                                 |                                          |                                          |                                          |
| par département administratif français ayant accueilli l'épreuve | par département administratif français ayant accueilli l'épreuve | par département administratif français ayant accueilli l'épreuve | par club organisateur ayant accueilli l'épreuve | par club organisateur ayant accueilli l'épreuve        | par club organisateur ayant accueilli l'épreuve | par plan d'eau ayant accueilli l'épreuve | par plan d'eau ayant accueilli l'épreuve | par plan d'eau ayant accueilli l'épreuve |
| 1                                                                | 7 fois dans le Finistère (29)                                    | 1 (1995)                                                         | 1                                               | 3 fois au C. V. S. M. (Soustons)                       | 1 (1999)                                        | 1                                        | 1 fois sur le plan d'eau de la Groux     | 1 (1995)                                 |
| 1                                                                | 7 fois dans le Finistère (29)                                    | 2 (1998)                                                         | 1                                               | 3 fois au C. V. S. M. (Soustons)                       | 2 (2002)                                        | 1                                        | 2 fois dans la baie de Roscoff           | 2 (2017)                                 |
| 1                                                                | 7 fois dans le Finistère (29)                                    | 3 (2003)                                                         | 1                                               | 3 fois au C. V. S. M. (Soustons)                       | 3 (2004)                                        | 1                                        | 2 fois dans la baie de Roscoff           | 3 (2021)                                 |
| 1                                                                | 7 fois dans le Finistère (29)                                    | 4 (2012)                                                         | 2                                               | 3 fois au C. V. Bordeaux Carcans Maubuisson            | 1 (2008)                                        | 2                                        | 3 fois sur l'étang de Thau               | 1 (1997)                                 |
| 1                                                                | 7 fois dans le Finistère (29)                                    | 5 (2017)                                                         | 2                                               | 3 fois au C. V. Bordeaux Carcans Maubuisson            | 2 (2013)                                        | 2                                        | 3 fois sur l'étang de Thau               | 2 (2010)                                 |
| 1                                                                | 7 fois dans le Finistère (29)                                    | 6 (2021)                                                         | 2                                               | 3 fois au C. V. Bordeaux Carcans Maubuisson            | 3 (2019)                                        | 2                                        | 3 fois sur l'étang de Thau               | 3 (2016)                                 |
| 1                                                                | 7 fois dans le Finistère (29)                                    | 7 (2024)                                                         | 2                                               | 3 fois au C. V. Bordeaux Carcans Maubuisson            | 3 (2019)                                        | 2                                        | 3 fois sur l'étang de Thau               | 3 (2016)                                 |
| 2                                                                | 4 fois dans La Gironde (33)                                      | 1 (2008)                                                         | 2                                               | 3 fois au C. V. Bordeaux Carcans Maubuisson            | 3 (2019)                                        | 2                                        | 3 fois sur l'étang de Thau               | 3 (2016)                                 |
| 2                                                                | 4 fois dans La Gironde (33)                                      | 2 (2013)                                                         | 2                                               | 3 fois au C. V. Bordeaux Carcans Maubuisson            | 3 (2019)                                        | 2                                        | 3 fois sur l'étang de Thau               | 3 (2016)                                 |
| 2                                                                | 4 fois dans La Gironde (33)                                      | 3 (2019)                                                         | 2                                               | 3 fois au C. V. Bordeaux Carcans Maubuisson            | 3 (2019)                                        | 2                                        | 3 fois sur l'étang de Thau               | 3 (2016)                                 |
| 2                                                                | 4 fois dans La Gironde (33)                                      | 4 (2023)                                                         | 2                                               | 3 fois au C. V. Bordeaux Carcans Maubuisson            | 3 (2019)                                        | 2                                        | 3 fois sur l'étang de Thau               | 3 (2016)                                 |
| 3                                                                | 3 fois dans Les Bouches-du-Rhône (13)                            | 1 (1992)                                                         | 3                                               | 1 fois au C. N. Balaruc-les-Bains                      | 1 (1997)                                        | 3                                        | 3 fois sur l'étang de Soustons           | 1 (1999)                                 |
| 3                                                                | 3 fois dans Les Bouches-du-Rhône (13)                            | 2 (1994)                                                         | 3                                               | puis 1 fois au C. N. Manuréva Balaruc                  | 2 (2010)                                        | 3                                        | 3 fois sur l'étang de Soustons           | 2 (2002)                                 |
| 3                                                                | 3 fois dans Les Bouches-du-Rhône (13)                            | 3 (2009)                                                         | 4                                               | 2 fois au C. N. Roscoff                                | 1 (2017)                                        | 3                                        | 3 fois sur l'étang de Soustons           | 3 (2004)                                 |
| 4                                                                | 3 fois dans Les Landes (40)                                      | 1 (1999)                                                         | 4                                               | 2 fois au C. N. Roscoff                                | 2 (2021)                                        | 4                                        | 3 fois sur l'étang de Carcans            | 1 (2008)                                 |
| 4                                                                | 3 fois dans Les Landes (40)                                      | 1 (1999)                                                         | 5                                               | 2 fois au C. N. Saint-Raphaël                          | 1 (2018) 2 (2022)                               | 4                                        | 3 fois sur l'étang de Carcans            | 1 (2008)                                 |
| 4                                                                | 3 fois dans Les Landes (40)                                      | 2 (2002)                                                         | 5                                               | 1 fois au Centre nautique et de loisir du lac de Maine | 1 (1988)                                        | 4                                        | 3 fois sur l'étang de Carcans            | 2 (2013)                                 |
| 4                                                                | 3 fois dans Les Landes (40)                                      | 3 (2004)                                                         | 6                                               | 1 fois à Marseille                                     | 1 (1992)                                        | 4                                        | 3 fois sur l'étang de Carcans            | 3 (2019)                                 |
| 5                                                                | 3 fois dans l'Hérault (34)                                       | 1 (1997)                                                         | 7                                               | 1 fois au Y. C. S. C.                                  | 1 (1993)                                        | 5                                        | 2 fois sur l'étang de Berre              | 1 (1994)                                 |
| 5                                                                | 3 fois dans l'Hérault (34)                                       | 2 (2010)                                                         | 8                                               | 1 fois à Saint-Chamas                                  | 1 (1994)                                        | 5                                        | 2 fois sur l'étang de Berre              | 2 (2009)                                 |
| 5                                                                | 3 fois dans l'Hérault (34)                                       | 2 (2010)                                                         | 8                                               | 1 fois à Saint-Chamas                                  | 1 (1994)                                        | 6                                        | 2 fois dans la baie de Saint-Raphaël     | 1 (2018) 2 (2022)                        |
| 5                                                                | 3 fois dans l'Hérault (34)                                       | 3 (2016)                                                         | 9                                               | 1 fois au C. N. Saint-Pol-de-Léon                      | 1 (1995)                                        | 7                                        | 1 fois sur le lac de Maine               | 1 (1988)                                 |
| 5                                                                | 3 fois dans l'Hérault (34)                                       | 3 (2016)                                                         | 10                                              | 1 fois au C. V. Pierre Percée                          | 1 (1996)                                        | 8                                        | 1 fois dans la baie de Marseille         | 1 (1992)                                 |
| 5                                                                | 3 fois dans l'Hérault (34)                                       | 3 (2016)                                                         | 11                                              | 1 fois au C. N. Arree (Lac du Drennec)                 | 1 (1998)                                        | 9                                        | 1 fois sur le lac de Pierre-Percée       | 1 (1996)                                 |
| 5                                                                | 3 fois dans l'Hérault (34)                                       | 3 (2016)                                                         | 12                                              | 1 fois au Y. C. Rouen 76 (Arques-la-Bataille)          | 1 (2000)                                        | 10                                       | 1 fois sur le lac du Drennec             | 1 (1998)                                 |
| 6                                                                | 2 fois dans Le Var (83)                                          | 1 (2018) 2 (2022)                                                | 13                                              | 1 fois au C. V. T. G. (Saint-Nicolas de la Grave)      | 1 (2001)                                        | 11                                       | 1 fois sur la rivière Garonne            | 1 (2001)                                 |
| 7                                                                | 1 fois dans Le Maine-et-Loire (49)                               | 1 (1988)                                                         | 13                                              | 1 fois au C. V. T. G. (Saint-Nicolas de la Grave)      | 1 (2001)                                        | 11                                       | 1 fois sur la rivière Garonne            | 1 (2001)                                 |
| 8                                                                | 1 fois dans La Meurthe-et-Moselle (54)                           | 1 (1996)                                                         | 14                                              | 1 fois au S. R. Douarnenez                             | 1 (2003)                                        | 12                                       | 1 fois dans la baie de Douarnenez        | 1 (2003)                                 |
| 9                                                                | 1 fois dans La Seine-Maritime (76)                               | 1 (2000)                                                         | 15                                              | 1 fois au Yacht Club de Vichy                          | 1 (2005)                                        | 13                                       | 1 fois sur la rivière Allier             | 1 (2005)                                 |
| 10                                                               | 1 fois dans Le Tarn-et-Garonne (82)                              | 1 (2001)                                                         | 16                                              | 1 fois au B. N. M. Luçon                               | 1 (2006)                                        | 14                                       | 1 fois sur le plan d'eau des Guifettes   | 1 (2006)                                 |
| 11                                                               | 1 fois dans l'Allier (03)                                        | 1 (2005)                                                         | 17                                              | 1 fois au C. N. Saint-Étienne (Saint-Victor-sur-Loire) | 1 (2007)                                        | 15                                       | 1 fois sur la rivière Loire              | 1 (2007)                                 |
| 12                                                               | 1 fois dans La Vendée (85)                                       | 1 (2006)                                                         | 18                                              | 1 fois au C. V. Martigues                              | 1 (2009)                                        | 16                                       | 1 fois sur le lac Léman                  | 1 (2011)                                 |
| 13                                                               | 1 fois dans la Loire (42)                                        | 1 (2007)                                                         | 19                                              | 1 fois au S. N. L. F. (Thonon-les-bains)               | 1 (2011)                                        | 17                                       | 1 fois dans la baie de Concarneau        | 1 (2012)                                 |
| 14                                                               | 1 fois dans La Haute-Savoie (74)                                 | 1 (2011)                                                         | 20                                              | 1 fois au C. N. K. Port-la-Forêt                       | 1 (2012)                                        | 19                                       | 1 fois dans la baie d'Antibes            | 1 (2014)                                 |
| 15                                                               | 1 fois dans Les Alpes-Maritimes (06)                             | 1 (2014)                                                         | 21                                              | 1 fois au S. R. Antibes                                | 1 (2014)                                        | 19                                       | 1 fois dans la baie de La Rochelle       | 1 (2015)                                 |
| 16                                                               | 1 fois dans la Charente-Maritime (17)                            | 1 (2015)                                                         | 22                                              | 1 fois au E. V. Rochelaise (La Rochelle)               | 1 (2015)                                        | 20                                       | 1 fois sur la lac de Cazaux              | 1 (2023)                                 |
| 16                                                               | 1 fois dans la Charente-Maritime (17)                            | 1 (2015)                                                         | 22                                              | 1 fois au E. V. Rochelaise (La Rochelle)               | 1 (2015)                                        | 21                                       | 1 fois dans la baie de Brest (2024)      | 1 (2024)                                 |
| 16 départements administratifs français différents en 36 ans     | 16 départements administratifs français différents en 36 ans     | 16 départements administratifs français différents en 36 ans     | 23                                              | 1 fois au C.V. Cazaux Lac                              | 1 (2023)                                        | 21 plans d'eau différents en 36 ans      | 21 plans d'eau différents en 36 ans      | 21 plans d'eau différents en 36 ans      |
| 16 départements administratifs français différents en 36 ans     | 16 départements administratifs français différents en 36 ans     | 16 départements administratifs français différents en 36 ans     | 24                                              | 1 fois au AGPEN (site de Brest)                        | 1 (2024)                                        | 21 plans d'eau différents en 36 ans      | 21 plans d'eau différents en 36 ans      | 21 plans d'eau différents en 36 ans      |
| 16 départements administratifs français différents en 36 ans     | 16 départements administratifs français différents en 36 ans     | 16 départements administratifs français différents en 36 ans     | 24 clubs différents en 36 ans                   |                                                        |                                                 | 21 plans d'eau différents en 36 ans      | 21 plans d'eau différents en 36 ans      | 21 plans d'eau différents en 36 ans      |

### Carte de France (partielle) des compétitions nationales
Voici la carte de France (partielle) des lieux (associations sportives) ayant accueilli les compétitions nationales de MiniJI, depuis 1988 :

## Classement national
Depuis 2008, un classement des coureurs a été établie par la FFV. À partir de 2011, un classement national des classes et des pratiques prend en compte le support MiniJI.

### Palmarès du classement national des coureurs sur MiniJI
| Année | Nombre de classés | Premier(ère)                                        | Deuxième                                             | Troisième                                         | Source                                                                                              |
| ----- | ----------------- | --------------------------------------------------- | ---------------------------------------------------- | ------------------------------------------------- | --------------------------------------------------------------------------------------------------- |
| 2008  | 67                | Guy Lassalle (VHV) ; 1996 points                    | Gérard Eychenne (VHV) ; 1945 points                  | Éric Drye (CN Val de Sarthe) ; 1834 points        | http://www.ffvoile.fr/ffv/sportif/ClmtCoureurDet.asp?code_bateau=MIJI&cnic_id=1&annee_sportive=2008 |
| 2009  | 86                | Gérard Eychenne (VHV) ; 2403 points                 | Éric Drye (CN Val de Sarthe) ; 2069 points           | Guy Lassalle (Voile handi-valide) ; 2048 points   | http://www.ffvoile.fr/ffv/sportif/ClmtCoureurDet.asp?code_bateau=MIJI&cnic_id=1&annee_sportive=2009 |
| 2010  | 89                | Éric Drye (CN Val de Sarthe) ; 2100 points          | Gérard Eychenne (VHV) ; 1956 points                  | Magali Moraines (VHV) ; 1515 points               | http://www.ffvoile.fr/ffv/sportif/ClmtCoureurDet.asp?code_bateau=MIJI&cnic_id=1&annee_sportive=2010 |
| 2010  | 89                | Éric Drye (CN Val de Sarthe) ; 2295 points          | Magali Moraines (VHV) ; 2034 points                  | Gérard Eychenne (VHV) ; 1966 points               | https://www.ffvoile.fr/ffv/sportif/C10/c10_classe.aspx                                              |
| 2011  | 94                | Daniel Cartereau (CN Val de Sarthe) ; 2148 points   | Mathieu Carpier (SNO Nantes) ; 2086 points           | Éric Drye (CN Val de Sarthe) ; 2080 points        | https://www.ffvoile.fr/ffv/sportif/C10/c10_classe.aspx                                              |
| 2012  | 100               | Gérard Eychenne (SN Léman français) ; 2241,5 points | Gilles Guyon (BN Sciez) ; 2094 points                | Mathieu Carpier (SNO Nantes) ; 1986 points        | https://www.ffvoile.fr/ffv/sportif/C10/c10_classe.aspx                                              |
| 2013  | 100               | Gérard Eychenne (VHV) ; 2331 points                 | Daniel Cartereau (CN. Val de Sarthe) ; 2124,5 points | Mathieu Carpier (SNO Nantes) ; 2012 points        | https://www.ffvoile.fr/ffv/sportif/C10/c10_classe.aspx                                              |
| 2014  | 100               | Gérard Eychenne (VHV) ; 2569 points                 | Guy Lassalle (VHV) ; 2521 points                     | Magali Moraines (VHV) ; 2363,5 points             | https://www.ffvoile.fr/ffv/sportif/C10/c10_classe.aspx                                              |
| 2015  | 100               | Gérard Eychenne (VHV) ; 2390,5 points               | Guy Lassalle (VHV) ; 2299,5 points                   | Magali Moraines (VHV) ; 2264 points               | https://www.ffvoile.fr/ffv/sportif/C10/c10_classe.aspx                                              |
| 2016  | 100               | Gérard Eychenne (VHV) ; 2742,5 points               | Francis Roussel (CNA Serre-Ponçon) ; 2136 points     | Yves Chenin (CN Port Miou) ; 1651 points          | https://www.ffvoile.fr/ffv/sportif/C10/c10_classe.aspx                                              |
| 2017  | 100               | Gérard Eychenne (VHV) ; 2624 points                 | Pierre Denis (CV Saint Quentin) ; 2133 points        | Bernard Destrube (SNO Nantes) ; 2048 points       | https://www.ffvoile.fr/ffv/sportif/C10/c10_classe.aspx                                              |
| 2018  | 100               | Francis Roussel (CNA Serre-Ponçon) ; 2116,5 points  | Bernard Destrube (SNO Nantes) ; 2090 points          | Hervé Tourneux (SR Vannes) ; 2049 points          | https://www.ffvoile.fr/ffv/sportif/C10/c10_classe.aspx                                              |
| 2019  | 100               | Pierre Denis (CV Saint Quentin) ; 4748,5 points     | Hervé Tourneux (SR Vannes) ; 4640 points             | Robert Humbert (AS Mantaise Voile) ; 4320 points  | https://www.ffvoile.fr/ffv/sportif/C10/c10_classe.aspx                                              |
| 2020  | 79                | Daniel Cartereau (CN Val de Sarthe) ; 1155 points   | Gérard Daugey (CV Moisson - Lavacourt) ; 1130 points | Philippe Guesney (CV Saint Quentin) ; 910 points  | https://www.ffvoile.fr/ffv/sportif/C10/c10_classe.aspx                                              |
| 2021  | 100               | Robert Humbert (AS Mantaise Voile) ; 2924,0 points  | Gérard Eychenne ( C.N. Pyrénéen) ; 2870,0 points     | Pierre Denis (CV Saint Quentin) ; 2502,0 points   | https://www.ffvoile.fr/ffv/sportif/C10/c10_classe.aspx                                              |
| 2022  | 100               | Gérard Eychenne ( C.N. Pyrénéen) ; 4675,0 points    | Hervé Tourneux (SR Vannes) ; 4585,0 points           | Pierre Denis (CV Saint Quentin) ; 4184,5 points   | https://www.ffvoile.fr/ffv/sportif/C10/c10_classe.aspx                                              |
| 2023  | 100               | Robert Humbert (CV Saint Quentin) ; 4757 points     | Philippe Guesney (CV Saint Quentin) ; 4445 points    | Daniel Cartereau (CN Val de Sarthe) ; 4285 points | https://www.ffvoile.fr/ffv/sportif/C10/c10_classe.aspx                                              |

#### Évolution du nombre de classé depuis 2008
Pour des raisons techniques, il est temporairement impossible d'afficher le graphique qui aurait dû être présenté ici.

#### Bilan par coureur
Le tableau suivant présente le bilan individuel des coureurs (hommes et femmes) ayant atteint le podium au moins une fois depuis 2008.
| Rang | Prénom Nom       | Premier(ère)                                                                           | Deuxième                           | Troisième                                     | Nombre de place d'honneur obtenue                                                                                           |
| ---- | ---------------- | -------------------------------------------------------------------------------------- | ---------------------------------- | --------------------------------------------- | --- |
| 1    | Gérard Eychenne  | - 2009 (1) - -2012 (2) -2013 (3) -2014 (4) -2015 (5) -2016 (6) -2017 (7) - -2022 (8) - | -2008 (1) - -2010 (2) - 2021 (3) - | - - -2010 (1) -                               | 8 premières places (2009, 2012, 2013, 2014, 2015, 2016, 2017, 2022) 2 secondes places (2008, 2021) 1 troisième place (2010) |
| 2    | Daniel Cartereau | -2011 (1) - -2020 (2) -                                                                | - - -2013 (1) -                    | - - - - - - - - - - - - - - - - - - -2023 (1) | 2 premières places (2011, 2020) 2 secondes places (2013)                                                                    |
| 3    | Éric Drye        | - -2009 (1) -2010 (2) -                                                                | - -                                | -2008 (1) - -2011 (2)                         | 2 premières places (2009, 2010) 2 troisièmes places (2008, 2011)                                                            |
| 4    | Guy Lassalle     | -2008 (1) -                                                                            | - - -2014 (1) -2015 (2)            | - -                                           | 1 première place (2008) 2 secondes places (2014, 2015)                                                                      |
| 5    | Pierre Denis     | - - -2019 (1) -                                                                        | -2017 (1) -                        | - - -2021 (1) -2022 (2)                       | 1 première place (2019) 1 seconde place (2017) 2 troisièmes place (2021, 2022)                                              |
| 6    | Francis Roussel  | - - -2018 (1)                                                                          | -2016 (1) -                        | - -                                           | 1 première place (2018) 1 seconde place (2016)                                                                              |
| 7    | Robert Humbert   | - - -2021 (1) - -2023 (2)                                                              | - -                                | -2019 (1) -                                   | 1 première place (2021, 2023) 1 troisième place (2019)                                                                      |
| 8    | Hervé Tourneux   |                                                                                        | - -2019 (1) - -2022 (2)            | -2018 (1) -                                   | 2 secondes place (2019, 2022) 1 troisième place (2018)                                                                      |
| 9    | Magali Moraines  |                                                                                        | -2010 (1) -                        | -2010 (1) - -2014 (2) -2015 (3)               | 1 seconde place (2010) 3 troisièmes places (2010, 2014, 2015)                                                               |
| 10   | Mathieu Carpier  | - -                                                                                    | -2011 (1) -                        | - -2012 (1) -2013 (2)                         | 1 seconde place (2011) 2 troisièmes places (2012, 2013)                                                                     |
| 11   | Bernard Destrube | - -                                                                                    | - -2018 (1)                        | -2017 (1) -                                   | 1 seconde place (2018) 1 troisième place (2017)                                                                             |
| 12   | Gilles Guyon     | -                                                                                      | -2012 (1)                          | -                                             | 1 seconde place (2012) |
| 13   | Gérard Daugey    | -                                                                                      | -2020 (1)                          | -                                             | 1 seconde place (2020) |
| 14   | Yves Chenin      | -                                                                                      | -                                  | -2016 (1)                                     | 1 troisième place (2016) |
| 15   | Philippe Guesney | - - - -                                                                                | - - - -2023 (1)                    | -2020 (1) - - -                               | 1 troisième place (2020) 1 seconde place (2023)                                                                             |

## Association de classe
L'ASPRO MiniJI régie la classe MiniJI depuis 1997, à travers les règles de classe MiniJI.